# Attillus (Mosaizist)
Attillus war ein antiker römischer Mosaizist des späten 2. oder des frühen 3. Jahrhunderts.
Er ist einzig durch seine Signatur ATTILLUS FECIT („Attillus hat [es] gemacht“) auf einem Mosaik aus der römischen Villa von Oberweningen (Kanton Zürich) bekannt. Die Signatur befindet sich in einem Feld unter der Darstellung zweier Jagdhunde. Das Mosaik wird in die 2. Hälfte des 2. Jahrhunderts oder in das beginnende 3. Jahrhundert datiert und befindet sich heute im Schweizerischen Landesmuseum in Zürich. Der wohl keltische Name Attillus war in seinen verschiedenen Varianten vor allem in der 2. Hälfte des 2. Jahrhunderts verbreitet.